# Olympique de Béja
Olympique de Béja (arabisch الأولمبي الباجي, DMG al-Ūlimbī al-Bāǧī) ist ein tunesischer Fußballverein aus Béja und wurde 1929 gegründet. Die Vereinsfarben sind rot-weiß. Die Heimspiele trägt Olympique Béja im Stade Olympique aus, das Stadion bietet 15.000 Plätze.
Als historische Rivalen gelten die benachbarten Klubs Jendouba Sports  und Olympique Kef.

## Geschichte
Während der Zeit, in der die Stadt Beja, wie der Rest des Landes, unter dem französischen Protektorat stand, organisierten sich die sportlichen Aktivitäten in den einzelnen Gemeinden. So gab es zwei Vereine. In dem einen Verein spielten die Spieler, die eine jüdische Konfession hatten und in dem anderen Verein spielten vornehmlich Italiener. Die Idee kam auf eine Fußballmannschaft zu gründen wo tunesische Muslime spielen konnten.
Olympique Béja spielte jahrzehntelang in der zweiten und dritten Liga Tunesiens und stieg 1985 als Meister der zweiten Liga erstmals in die
erste Liga Tunesiens auf. Der Verein  konnte sich etablieren und spielte bis zum Abstieg in der Saison 2004/05 ununterbrochen in der höchsten Spielklasse.
In der darauffolgenden Saison wurde der Verein Zweitligameister und stieg direkt wieder auf. Man blieb mehr als Jahrzehnt Bestandteil der ersten Liga. In der Saison 2016/17 wurde Béja Letzter und musste den Gang in die zweite Liga antreten. OB spielte dann drei Saisons in der zweiten Liga, bis man 2020 zum dritten Mal Meister der zweiten Liga wurde und aufstieg.
Der Verein ist fünffacher Finalist des tunesischen Pokals und ging drei Mal als Sieger von Platz. Im Finale 1993 besiegte man AS Marsa nach einem 0:0 nach regulärer Spielzeit und Verlängerung im Elfmeterschießen mit 3:1. In der Saison 2009/2010 später wiederholte man den Erfolg, als man den tunesischen Spitzenverein CS Sfaxien mit 1:0 schlagen konnte. In der Saison 2022/23 stand der Verein zum fünften Mal in seiner Geschichte im Pokalfinale und gewann mit einem 1:0‑Sieg über Espérance Tunis zum dritten Mal den Pokal.
Die Finalniederlagen erfolgten in den Jahren 1995 und 1998. Im Endspiel von 1995 unterlag Olympique Béja dem späteren Supercup-Gegner CS Sfaxien mit 1:2, konnte sich jedoch im anschließenden Spiel um den Supercup revanchieren. Im Endspiel 1998 unterlag man dem Club Africain mit 1:1 (3:4 i. E.) nach Elfmeterschießen.

## Erfolge
- Meister (Zweite Liga): (3)
  - 1985, 2006, 2020
- Tunesischer Pokal (3)
  - Sieger: 1993, 2010, 2023
  - Finalist: 1995, 1998
- Tunesischer Superpokal (2)
  - Sieger: 1995, 2023
- Tunesischer Ligapokal
  - Finalist: 2003, 2004

## Statistik in den CAF-Wettbewerben
| Wettbewerb                    | Runde         | Gegner             | Hinspiel         | Rückspiel        |  |
| ----------------------------- | ------------- | ------------------ | ---------------- | ---------------- |  |
|                               |               |                    |                  |                  |  |
| African Cup Winners’ Cup 1994 | 1. Runde      | Sahel SC           | 3:0 (H)          | 0:1 (A)          |  |
|                               | 2. Runde      | Saint-George SA    | 0:2 (A)          | 3:0 (H)          |  |
|                               | Viertelfinale | OC Agaza           | 1:6 (A)          | 4:1 (H)          |  |
| African Cup Winners’ Cup 1996 | 1. Runde      | ASF Bobo-Dioulasso | 6:0 (H)          | 2:1 (A)          |  |
|                               | 2. Runde      | Canon Yaoundé      | nicht angetreten | nicht angetreten |  |
| CAF Confederation Cup 2011    | 1. Runde      | Difaâ d’El Jadida  | 2:0 (H)          | 0:3 (A)          |  |